# Главкія
Главкія (давньогрец. Γλαυκία) — у давньогрецькій мітології наяда, дочка річкового бога Скамандра.

## Мітологія
Під час походу Геракла на Трою Главкія закохалася в одного з Гераклових воїнів, беотійця Дімаха, і завагітніла від нього. Сина Скамандра народилп в Беотії, куди Геракл узяв Главкію після смерти Дімаха в бою з троянцями й віддав під опіку Елеонові, Дімаховому батьку. Згодом Скамандр отримав ділянку землі в Беотії, який перетинали дві річки: одну (до того — Інах) він назвав на честь себе (Скамандром), а іншу —  на честь матері (Главкією). Він був одружений з Акідузою, чиїм ім'ям назвав криницю, і мав трьох доньок, яким поклонялися як «трьом дівам».